# Stazione di Castro-Pofi-Vallecorsa
Stazione di Castro-Pofi-Vallecorsa vasútállomás Olaszországban, Castro dei Volsci településen.

## Vasútvonalak
Az állomást az alábbi vasútvonalak érintik:
- Róma–Cassino–Nápoly-vasútvonal

## Kapcsolódó állomások
A vasútállomáshoz az alábbi állomások vannak a legközelebb:
- Stazione di Ceccano (Stazione di Roma Termini, FL6)
- Stazione di Ceprano-Falvaterra (Stazione di Cassino, FL6)